# Raivo Mändmaa
Raivo Mändmaa (* 25. Juli 1950 in Tapa) ist ein estnischer Architekt mit Tätigkeitsfeld in der Region Viljandi. Hauptsächlich restauriert und rekonstruiert er alte, denkmalgeschützte Gebäude. Viele dieser Gebäude stehen im estnischen Register für „staatliche Kulturdenkmäler“. Wenn es um eine Expertise zum Denkmalschutz im Landkreis Viljandi geht, zählt Raivo Mändmaa zu den gefragten Architekturhistorikern.
Die Besonderheit seines architektonischen Stils besteht in der Verbindung von „alten“ mit neuen Elementen. Dabei legt er besonderen Wert auf traditionelle Baustoffe und alte handwerkliche Methoden.
Für einige seiner Projekte würde er ausgezeichnet und seine Arbeit für den „Denkmalschutz“ gewürdigt.

## Leben
Mändmaa war in der Zeit von 1991 bis 1997 Architekt des Landkreises Viljandi und von 2000 bis 2004 Stadtarchitekt der zweitgrößten Stadt Estlands Tartu. Wegen des Vorwurfs von Unregelmäßigkeiten bei der Vergabe von Baugenehmigungen gab er im Mai 2004 den Posten ab.
Seit 2006 ist er freischaffender Architekt in seiner Firma „OÜ Mändmaa Projekt“ mit Sitz in Viljandi.

## Privatleben
Raivo Mändmaa ist mit Katrin Mändmaa verheiratet. Sie haben fünf gemeinsame Kinder.

## Projekte / Architektonisches Werk
- alter Getreidespeicher (Museum) des Gutshauses in Olustvere (Gemeinde Suure-Jaani / Kreis Viljandi)
- Dachsanierung des Herrenhauses vom Gut Olustvere[9]
- alte Molkerei des Gutshauses in Olustvere (Gemeinde Suure-Jaani / Kreis Viljandi)[10][11]
- Schule (altes Herrenhaus) und Internat in Lahmuse (Gemeinde Suure-Jaani / Kreis Viljandi)
- Wassermühle des Gutshofes von Lahmuse[12]
- drei Wohnhäuser[13][14] in Tartu, Kroonuaia 32
- Estnisches Traditionales Musikzentrum[15][16] (Eesti Pärimusmuusika Keskus[17]) in Viljandi, Tasuja pst 6
- Pension und Cafe „Aasa“[18] in Viljandi, Aasa 6
- Fassadenrestauration des Herrenhauses im Dorf Põlde (Gemeinde Abja / Kreis Viljandi)
- Kulturhaus[19] (Sakala Keskus[20]) in Viljandi
- Stadtverwaltung in Viljandi, Johan Laidoneri plats 5[21]
- Wohnhaus in der Altstadt von Viljandi, Pikk 18A

## Galerie

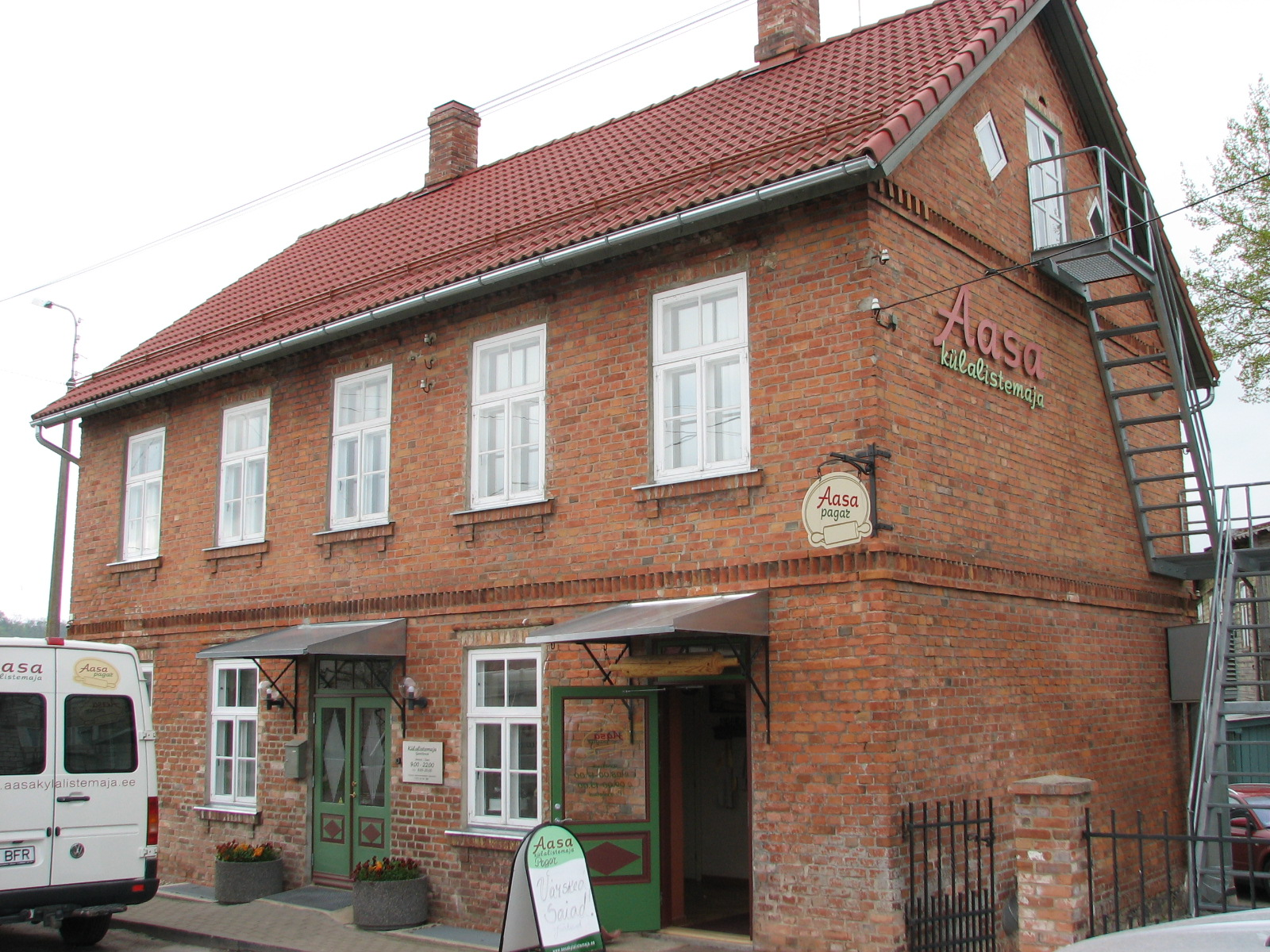
Cafe und Pension Aasa in Viljandi
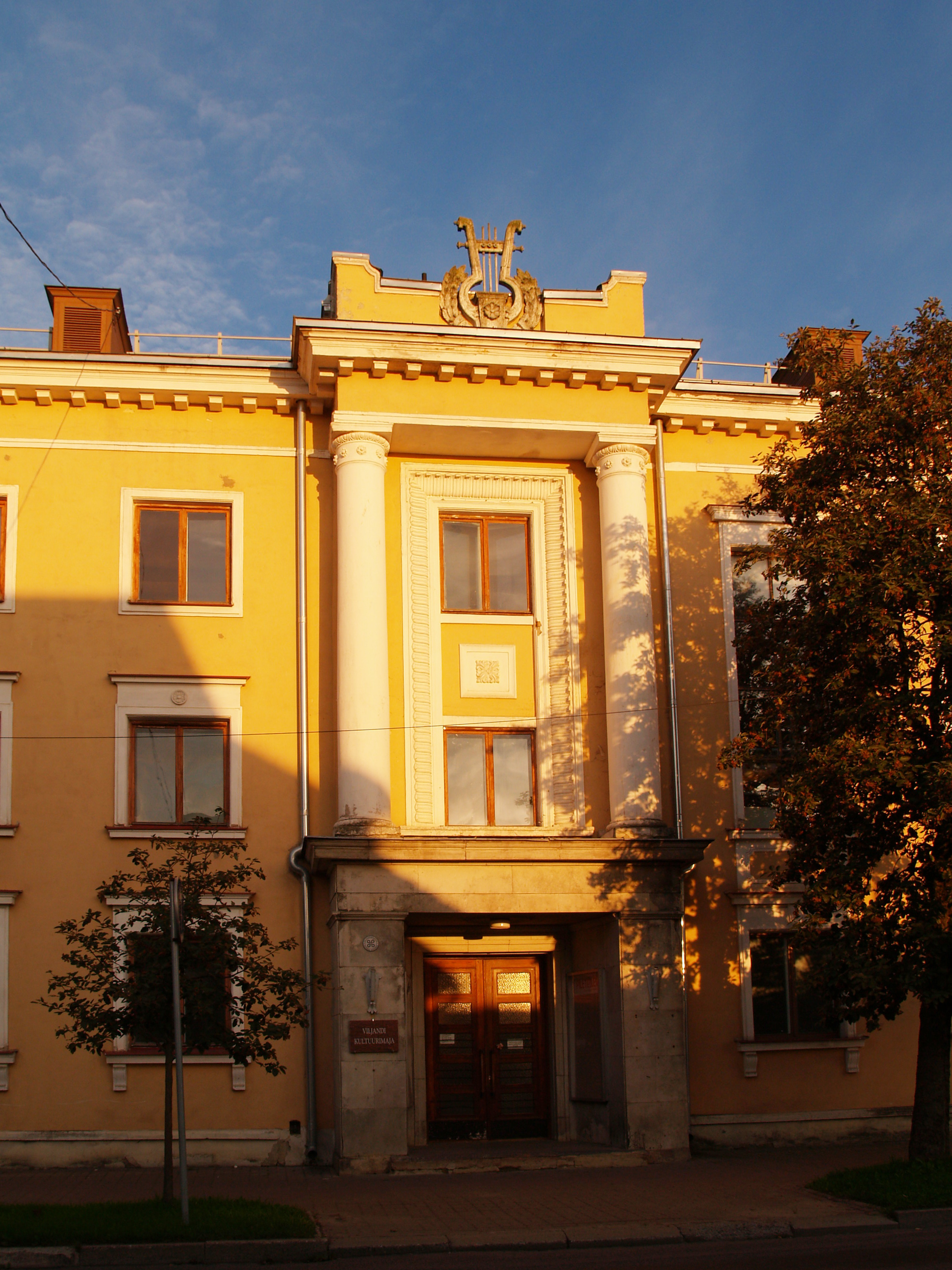
Eingangsbereich des Kulturhaus Sakala
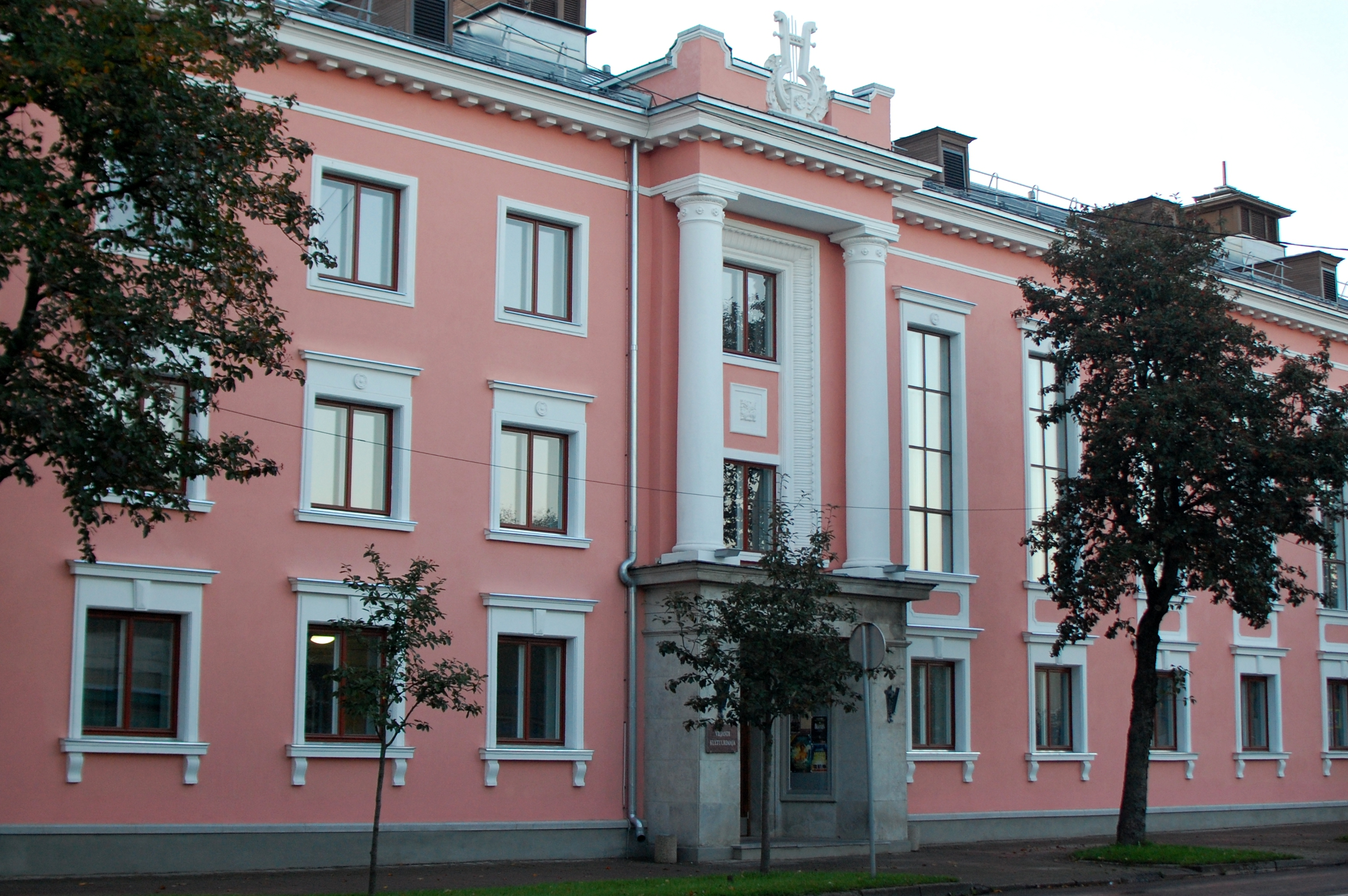
Kulturhaus Sakala in Viljandi
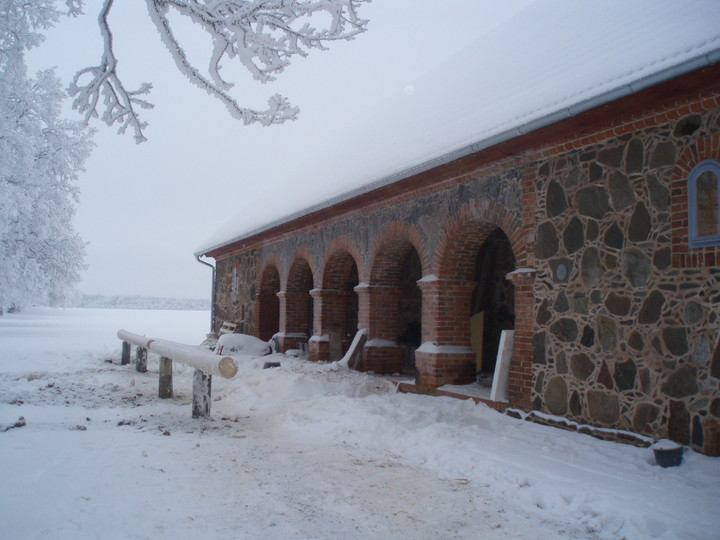
„Brotstube“ (Getreidespeicher) des Gutshauses in Olustvere
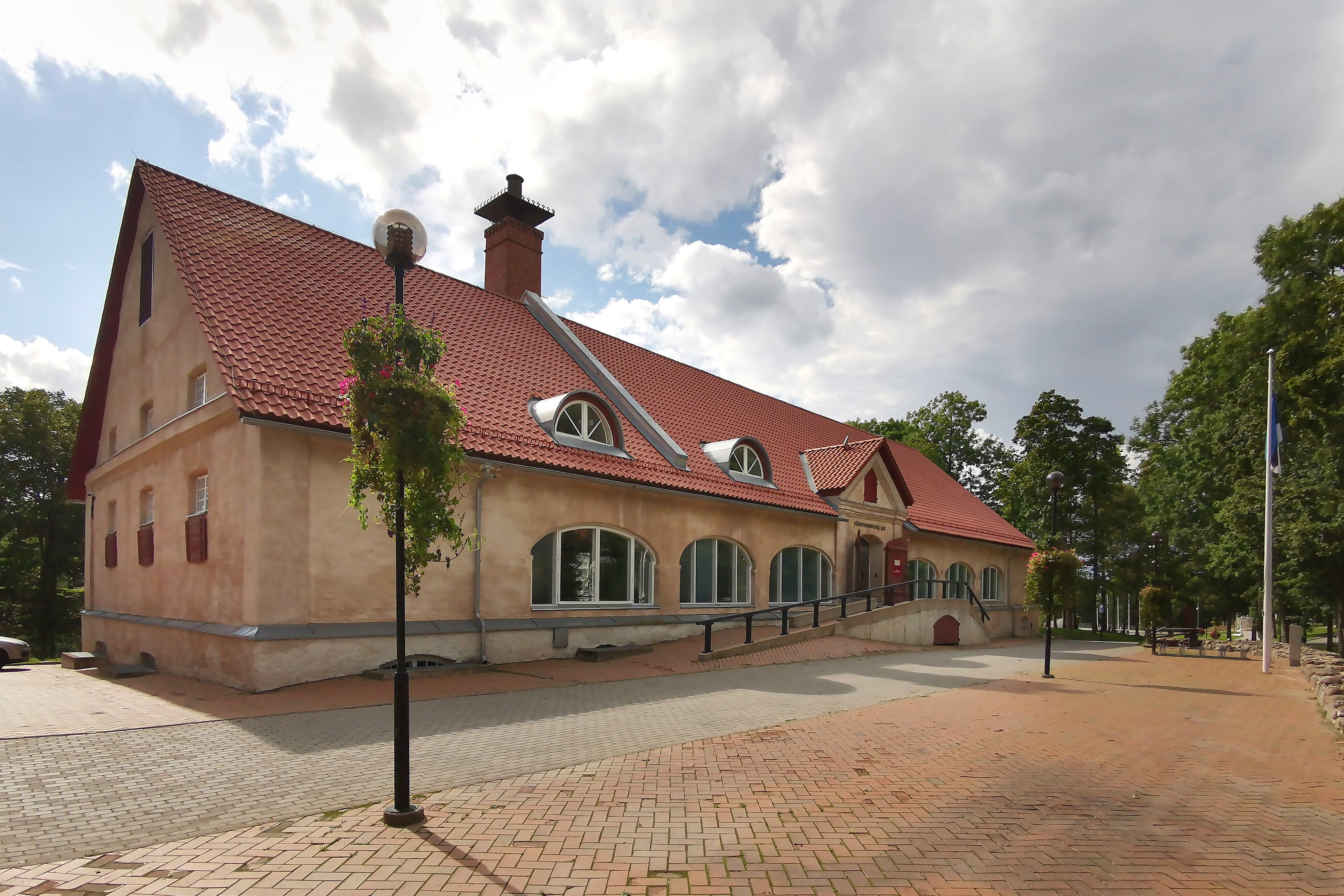
Estnisch traditionelles Musikzentrum
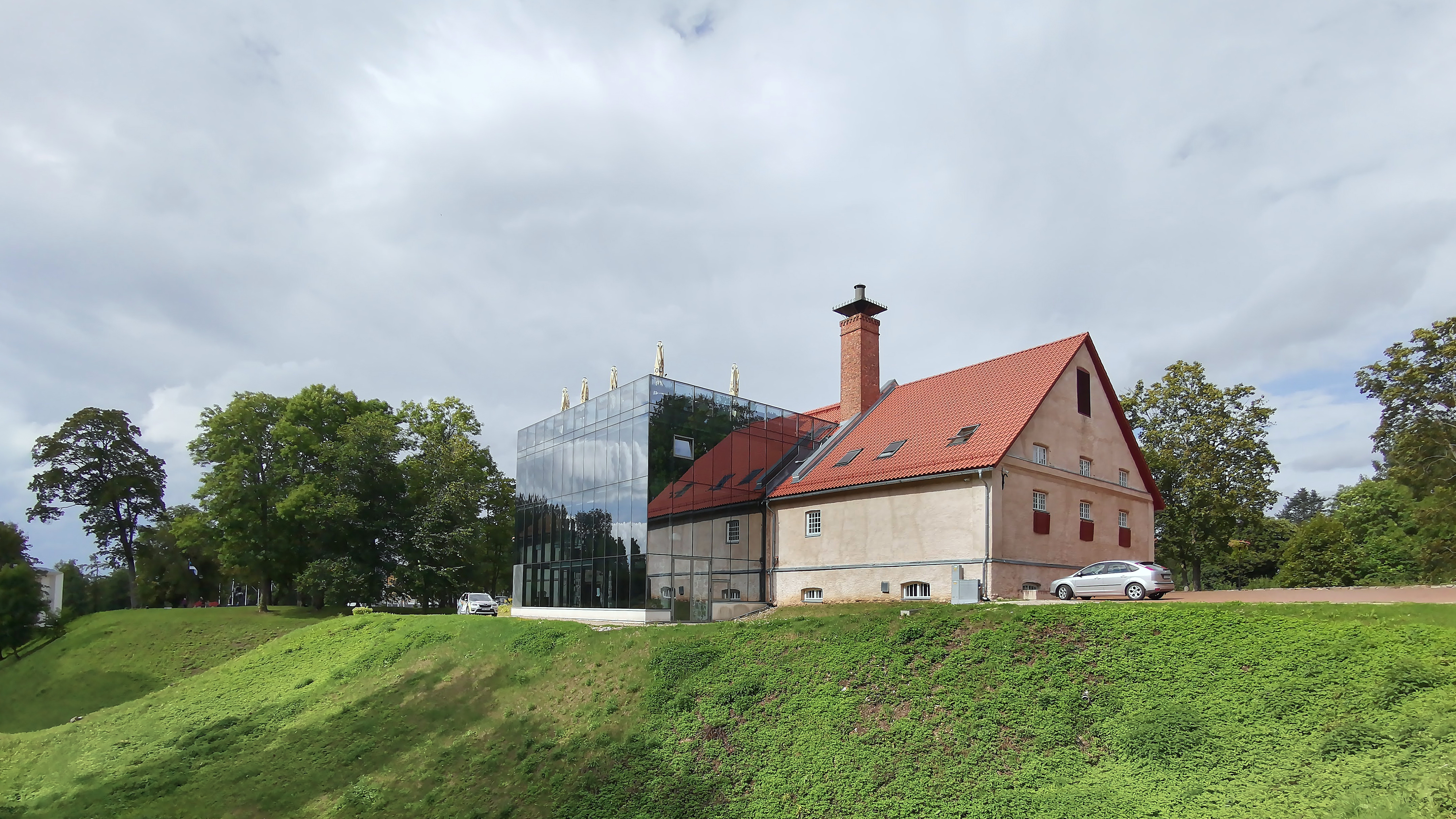
Rückseite des estnischen traditionellen Musikzentrums
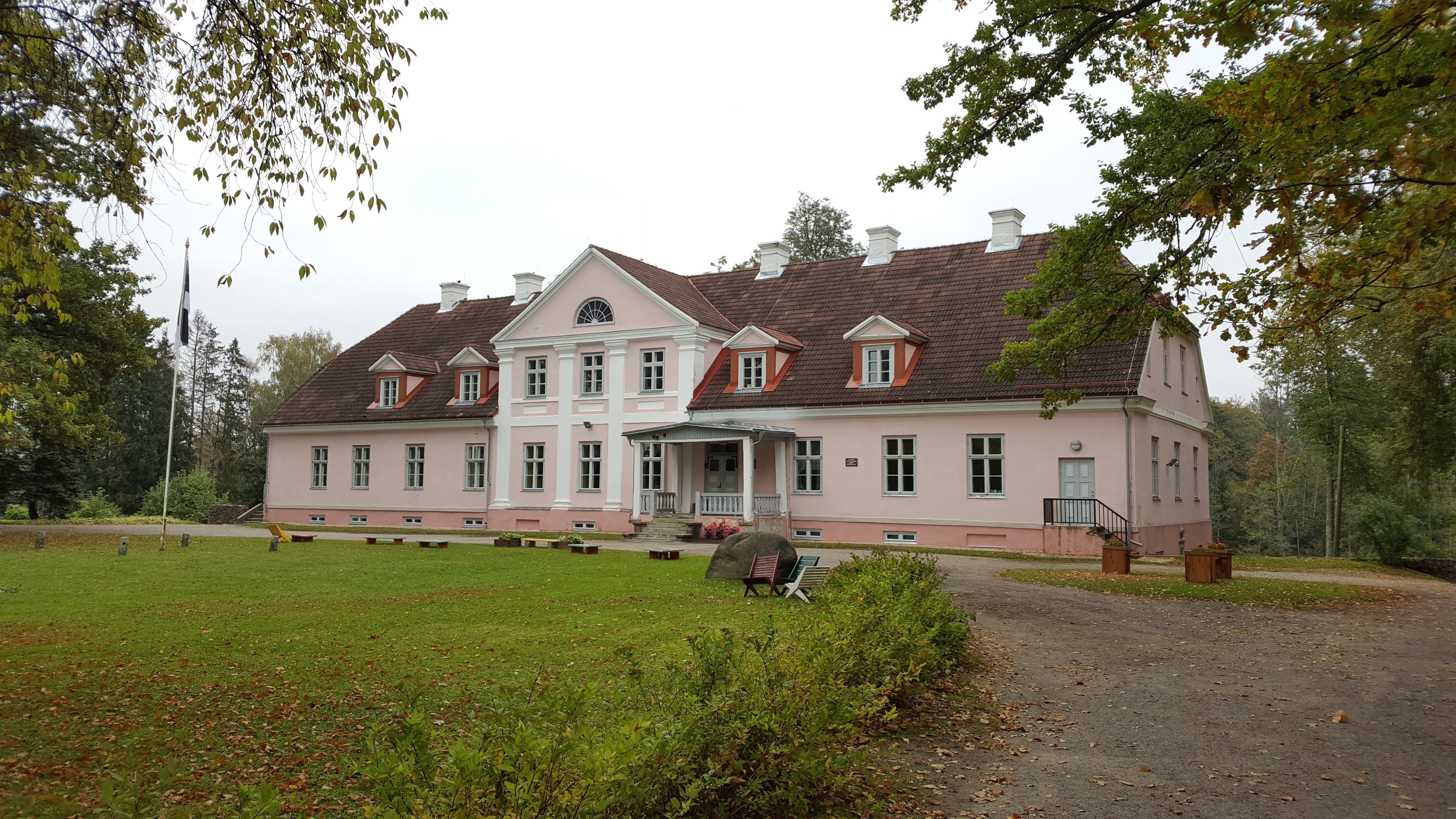
Herrenhaus des Gutshofes Lahmuse
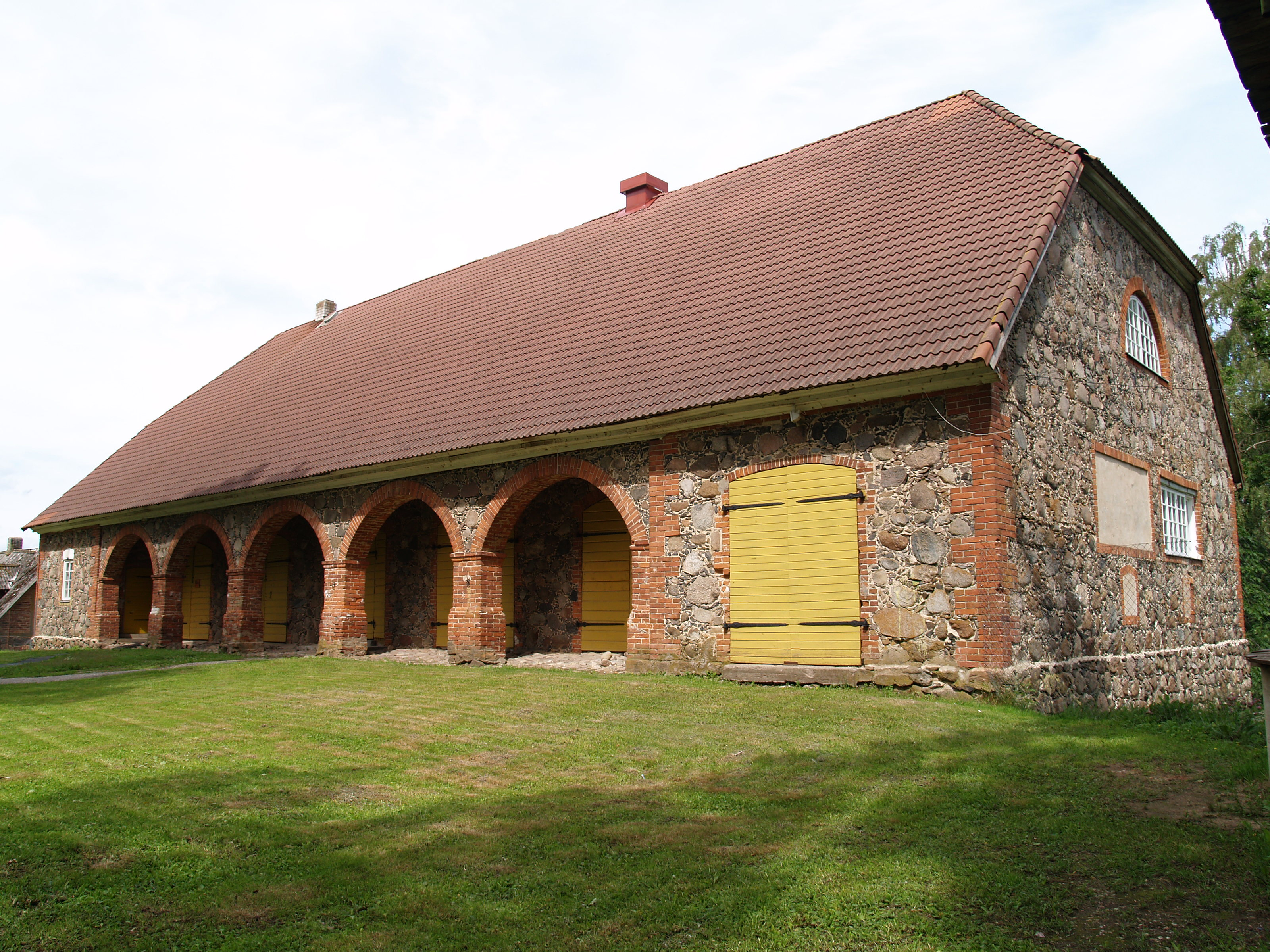
Turnhalle der Schule von Lahmuse
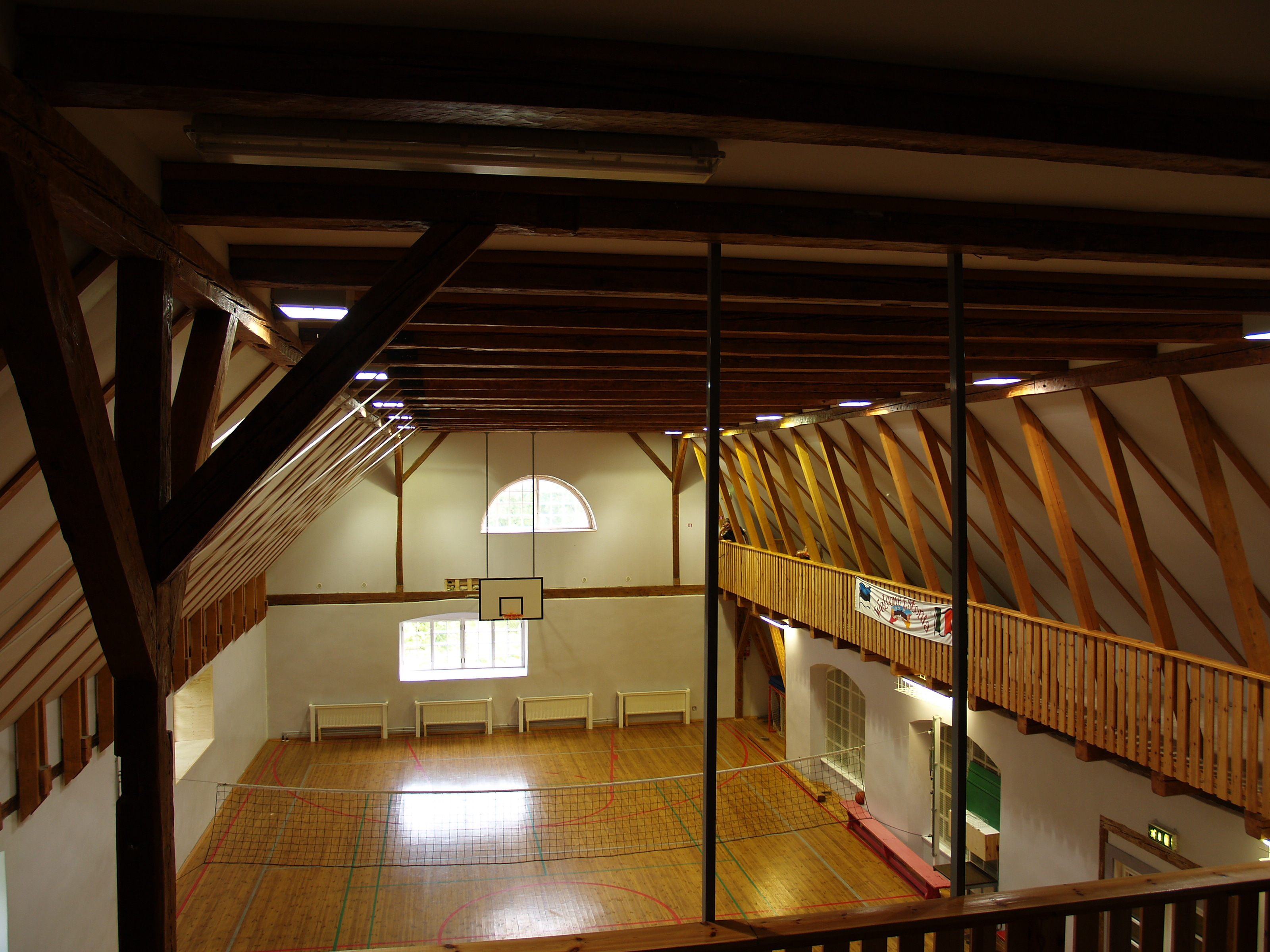
Innenansicht der Turnhalle von Lahmuse
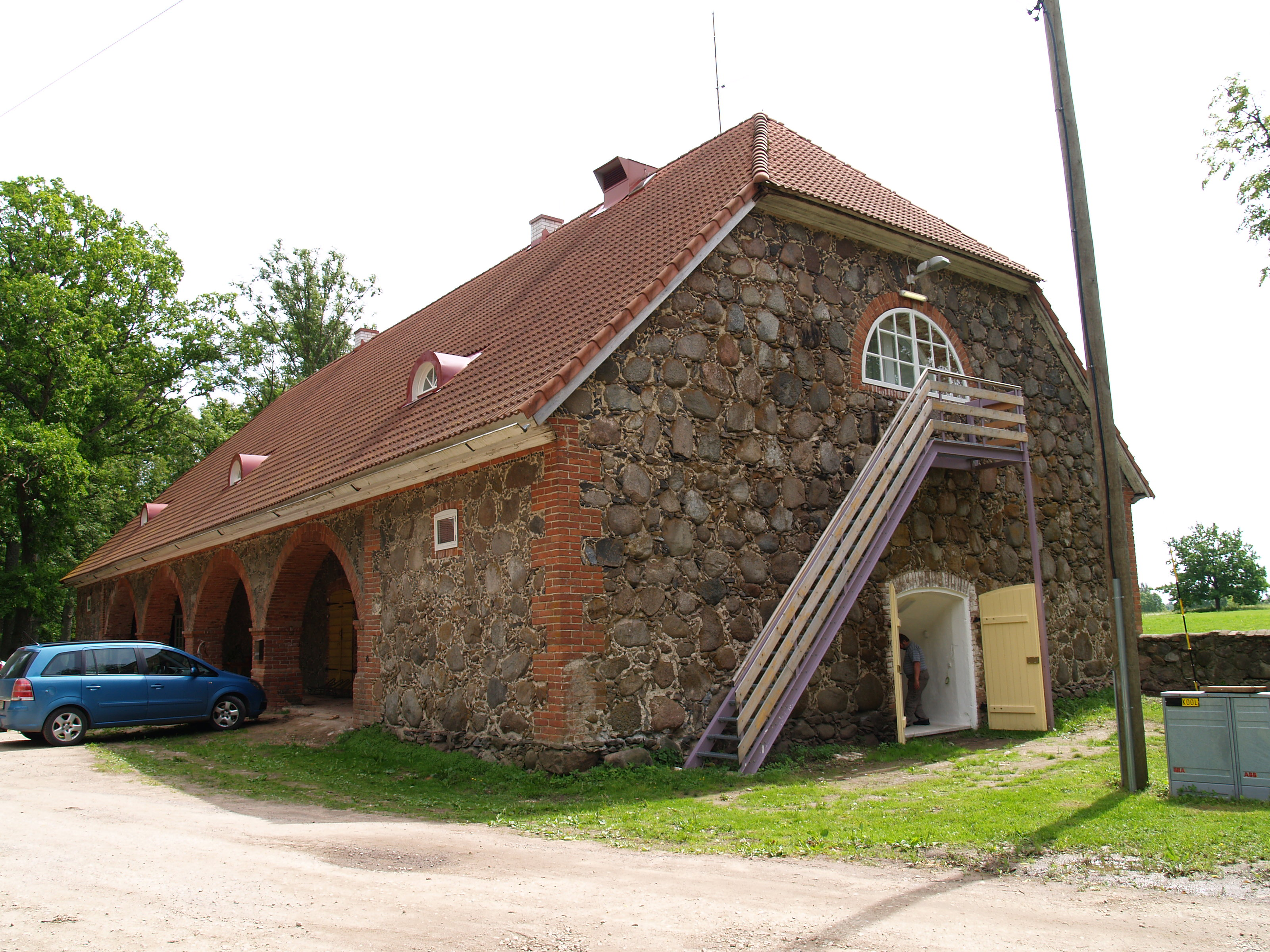
Nebengebäude des Gutshofes Lahmuse
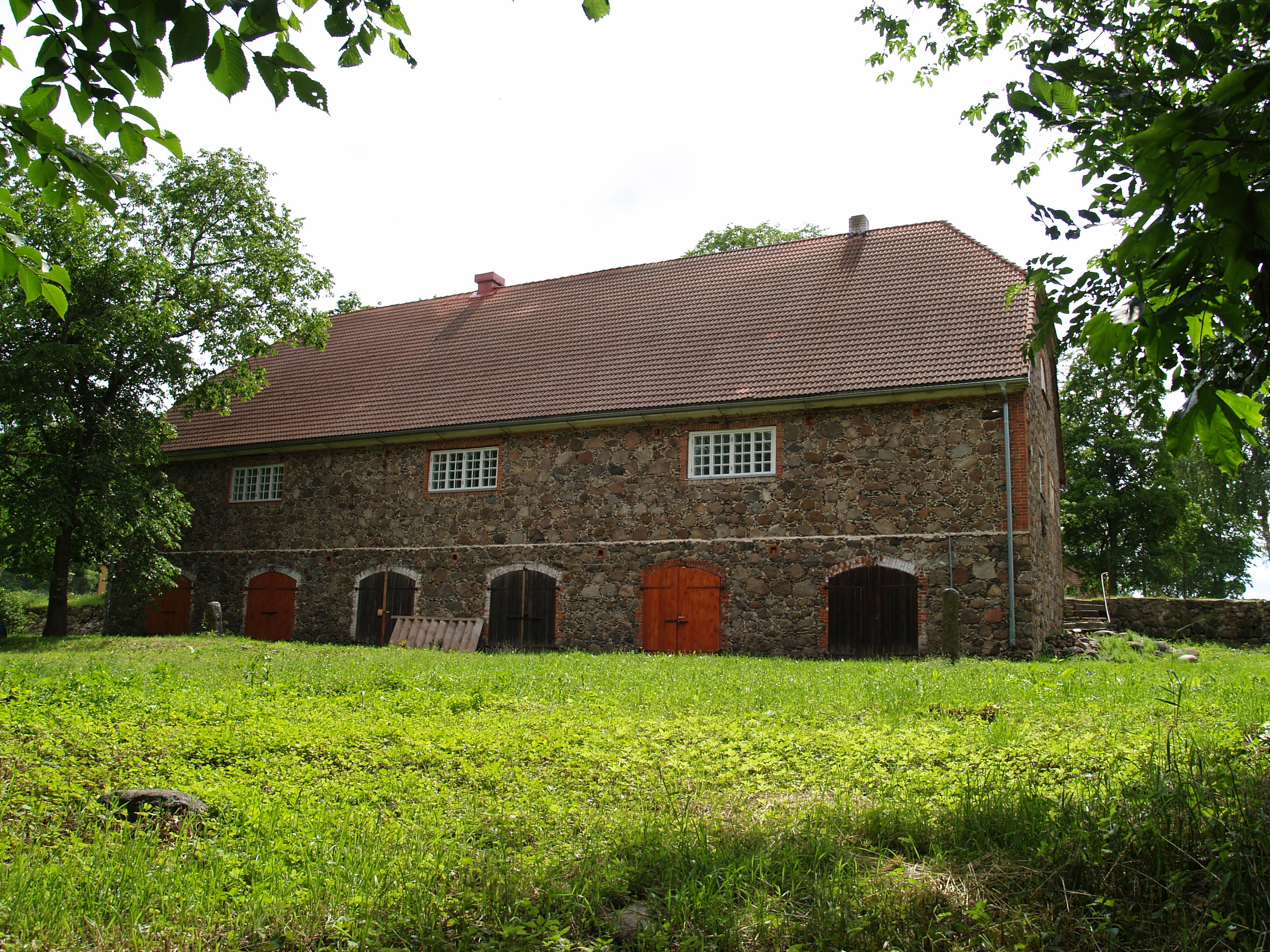
Stall und Kutschenhaus des Gutshofes Lahmuse
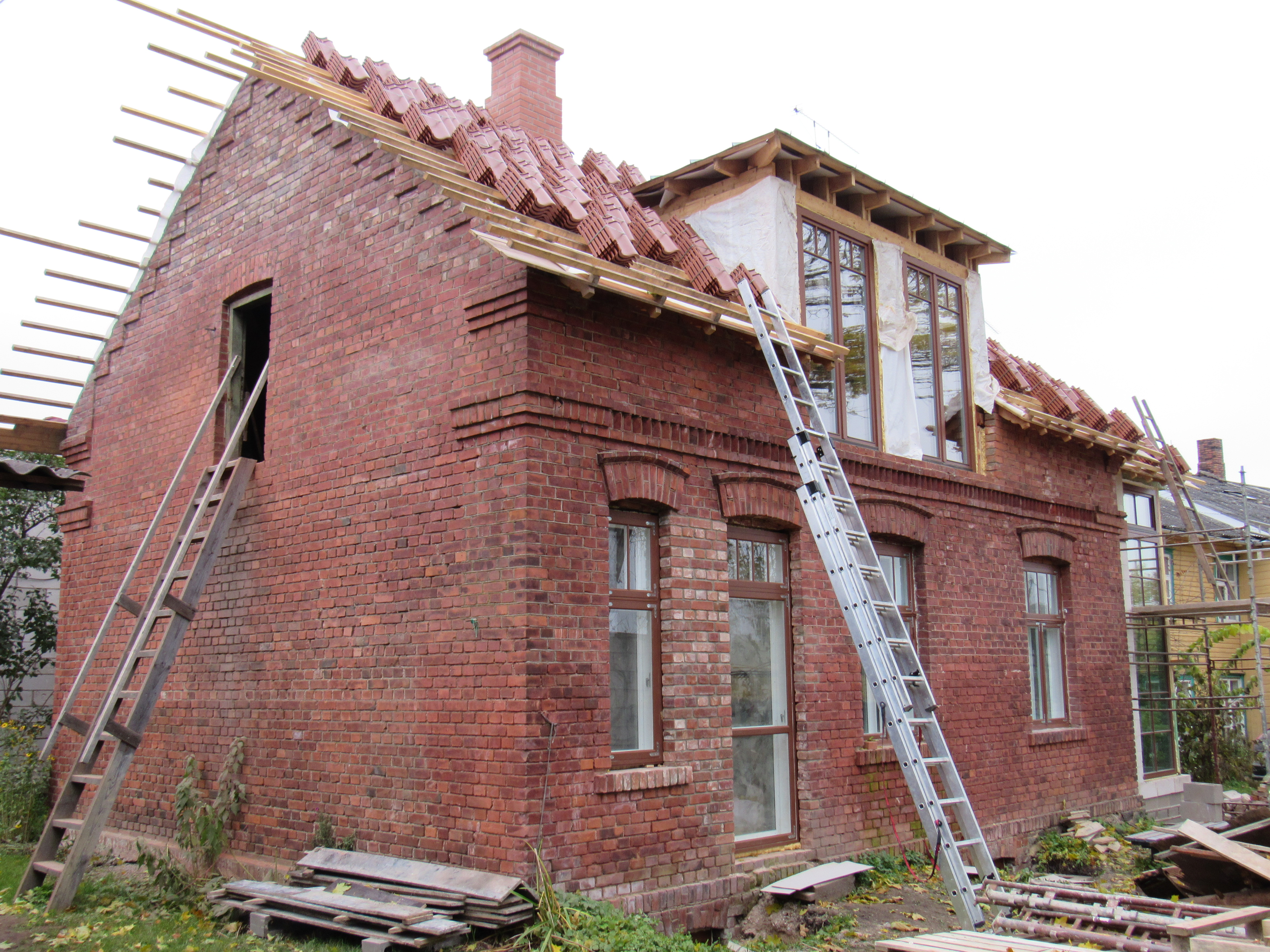
Wohnhaus in der Altstadt von Viljandi
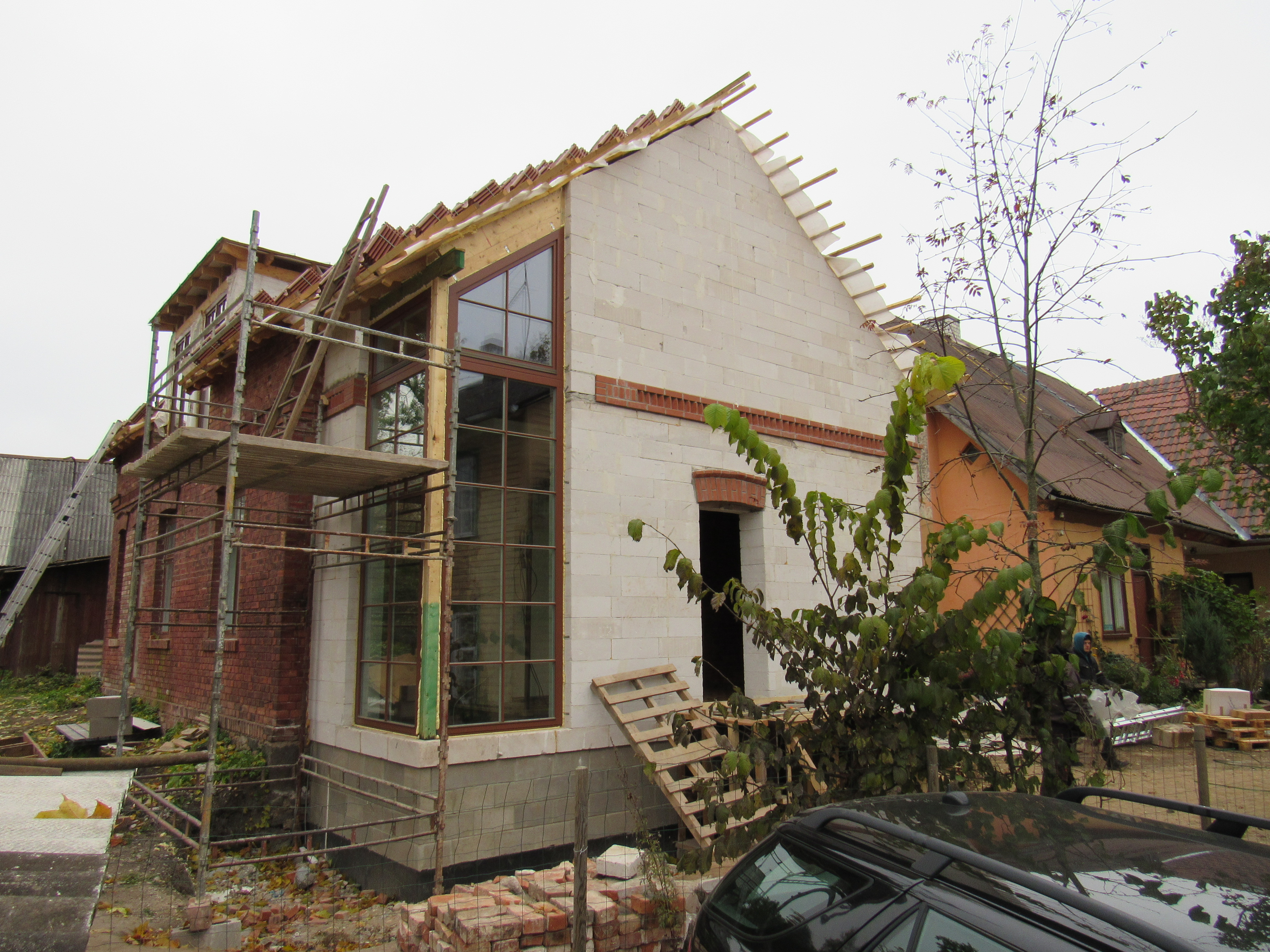
Vorderansicht eines Wohnhauses in der Altstadt von Viljandi
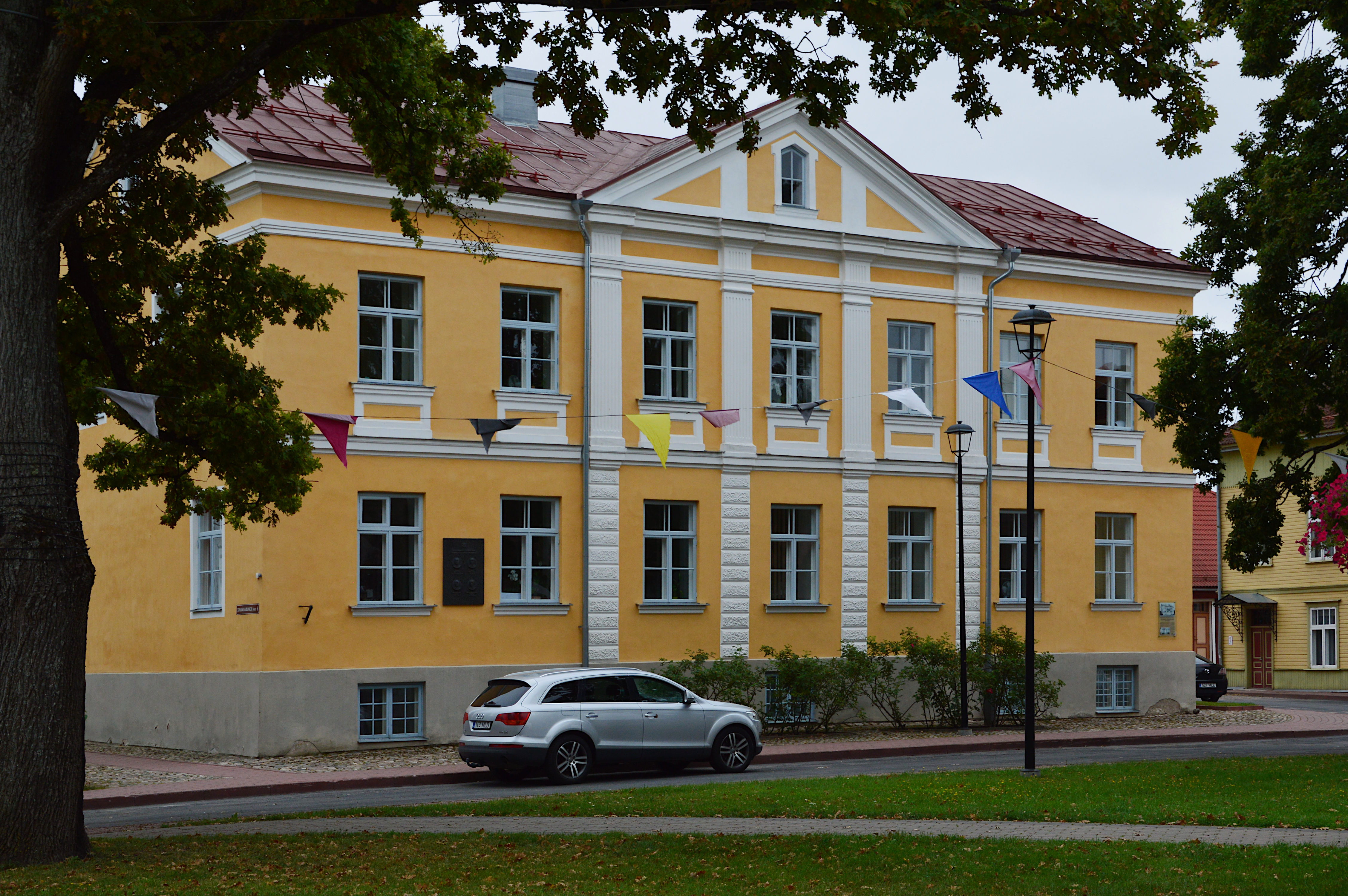
Stadtverwaltung von Viljandi